# Contea di Broadwater
La contea di Broadwater (in inglese Broadwater County) è una contea del Montana, negli Stati Uniti. Il suo capoluogo amministrativo è Townsend.

## Geografia fisica
La contea ha un'area di 3.209 km² di cui il 3,84% è coperto d'acqua.

### Contee confinanti
- Contea di Meagher - nord/est
- Contea di Gallatin - sud
- Contea di Jefferson - ovest
- Contea di Lewis and Clark - nord-ovest

## Storia
La contea di Broadwater venne creata nel 1895 dalle contee di Jefferson e di Meagher. Il nome della contea deriva dal presidente della Montana Central Railroads (Ferrovia Centrale del Montana), il colonnello Charles Arthur Broadwater.

## Città principali
- Radersburg - census-designated place
- Spokane Creek - census-designated place
- The Silos - census-designated place
- Toston - census-designated place
- Wheatland - census-designated place
- Townsend (capoluogo) - city
- Winston - census-designated place

### Evoluzione demografica

Situazione demografica

## Strade principali
- U.S. Route 12
- U.S. Route 287

## Politica
| Anno | Democratici | Repubblicani | Altri |
| ---- | ----------- | ------------ | ----- |
| 2004 | 22,6%       | 75,5%        | 1,9%  |
| 2000 | 22,3%       | 71,7%        | 5,9%  |
| 1996 | 30,7%       | 52,3%        | 17%   |
| 1992 | 26,7%       | 45,1%        | 28,2% |
| 1988 | 35,2%       | 62,6%        | 2,2%  |

## Musei
- Broadwater County Museum, su onewest.net. URL consultato il 1º luglio 2007 (archiviato dall'url originale il 12 giugno 2007).